# Мухтаров, Ильман
Ильман Мухтаров (фр. Ilman Mukhtarov; 29 мая 1996, Хасавюрт, Дагестан, Россия) — французский борец вольного стиля. Многократный чемпион Франции. 

## Биография
Родился в 1996 году в Хасавюрте, в семье борца. По национальности — чеченец. В 2001 году перебрался во Францию. Сначала поселился в Страсбурге, затем в Салон-де-Прованс, после в горах в Перпиньяне и Париже, а затем стал жить и остался в Безансоне. В Безансоне в 2004 году он со своим старшим братом Русланом начал заниматься борьбой. 29 сентября 2017 года в Безансон стал победителем открытого международного турнира, в котором в финале победил Юсупа Делиева. В мае 2018 года в Москве стал бронзовым призёром чемпионата мира по борьбе среди военнослужащих. В начале июня 2018 года в Стамбуле на чемпионате Европы среди спортсменов до 23 лет Ильман Мухтаров проиграл первую схватку в 1/8 финала Начыну Куулару из России, так как Куулар дошел до финала, Мухтаров получил возможность побороться за бронзовую медаль, в утешительной схватке он выиграл Евгения Волкова из Румынии — 10:4, а затем победил в малом финале одолел Утку Догана из Турции — 7:4 и стал бронзовым призером. В конце июня 2018 года в испанском городе Таррагона стал бронзовым призёром Средиземноморских игр 9 марта 2019 года в сербском Нови-Саде на чемпионате Европы среди спортсменов до 23 лет в схватке за 3 место одолел молдаванина Максима Сакултана и завоевал бронзовую медаль.

## Спортивные результаты
- Чемпионат Франции по вольной борьбе 2014 — ;
- Чемпионат Франции по вольной борьбе 2015 — ;
- Чемпионат Франции по вольной борьбе 2017 — ;
- Чемпионат Франции по вольной борьбе 2018 — ;
- Чемпионат мира по борьбе среди военнослужащих 2018  — ;
- Средиземноморские игры 2018 — ;
- Чемпионат Европы по борьбе среди спортсменов до 23 лет 2018 — ;
- Чемпионат Европы по борьбе среди спортсменов до 23 лет 2019 — ;
- Чемпионат Франции по вольной борьбе 2020 — ;
- Чемпионат Франции по вольной борьбе 2023 — ;